# Mammillaria surculosa
Mammillaria surculosa (укр. Мамілярія суркулоза, мамілярія пагонкова) — сукулентна рослина з роду мамілярія (Mammillaria) родини кактусових (Cactaceae).

## Історія

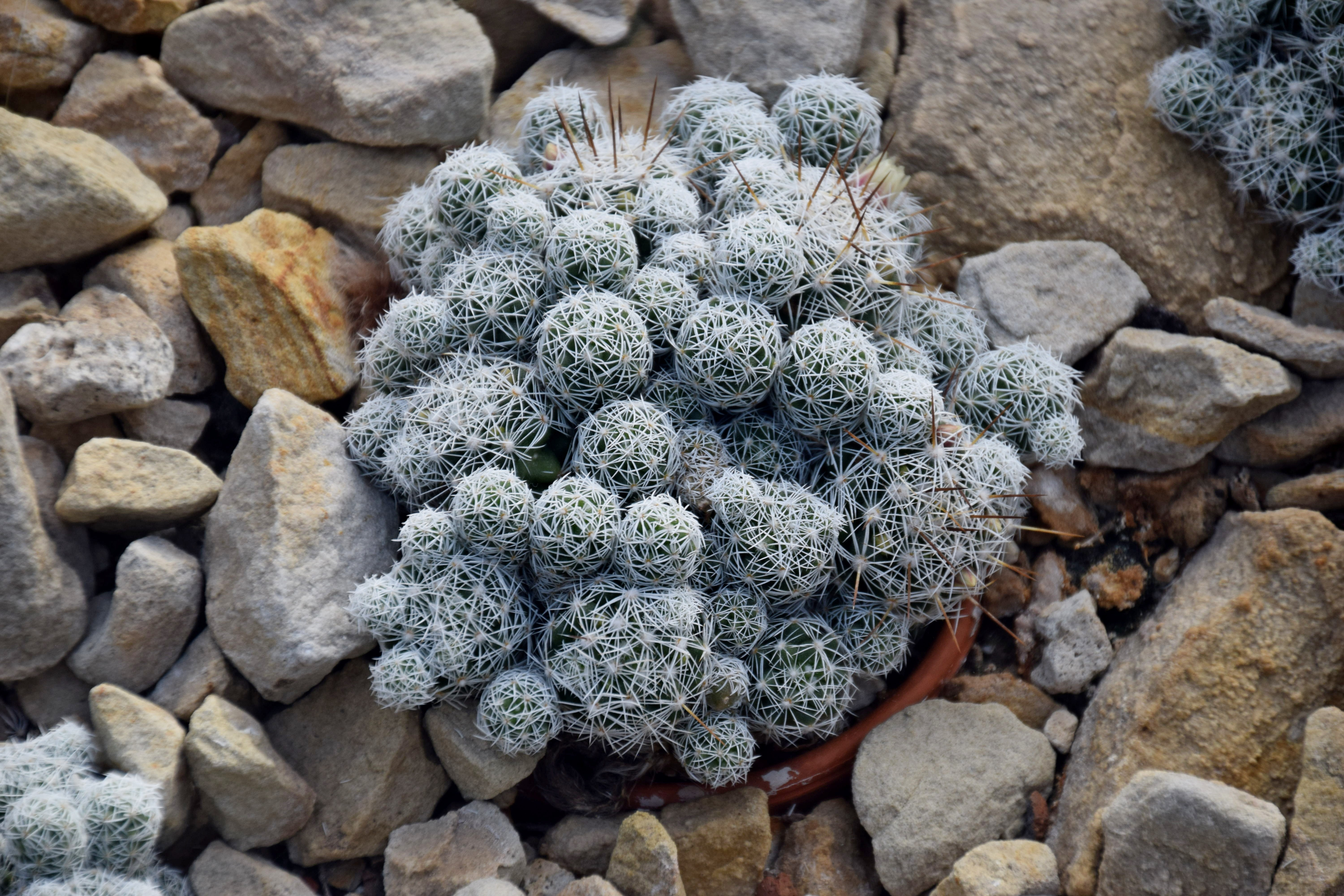
Mammillaria surculosa в тропічних теплицях Гамбурзького ботанічного саду, Німеччина

Вид вперше описаний німецьким ботаніком Фрідріхом Бедекером (нім. Friedrich Bödeker, 1867—1937) у 1931 році у виданні нім. «Monatsschrift der Deutschen Kakteen-Gesellschaft».

## Етимологія
Видова назва означає лат. surculosa — «пагонкова».

## Ареал і екологія
Mammillaria surculosa є ендемічною рослиною Мексики. Ареал розташований у штатах Тамауліпас і Сан-Луїс-Потосі. Рослини зростають на висоті від 1000 до 1200 метрів над рівнем моря на нижніх схилах в дуже розріджених ксерофітних чагарниках на вапняних ґрунтах.

## Морфологічний опис
| Орган              | Опис                                                                            |
| Рослини            | одиночні або формують групи.                                                    |
| Коріння            | щільне.                                                                         |
| Стебло             | кулясте, до 3 см заввишки, в діаметрі 2 см.                                     |
| Епідерміс          | темно-зелений.                                                                  |
| Маміли             | звужуються, циліндричні, в'ялі, апікально округлені, без молочного соку.        |
| Ареоли             |                                                                                 |
| Аксили             | голі.                                                                           |
| Центральні колючки | 1, з гачком, голкоподібні, янтарно-жовті з темними кінцями, до 20 мм завдовжки. |
| Радіальні колючки  | приблизно 15, білі, завдовжки 8-10 мм.                                          |
| Квіти              | воронкоподібні, сірчистої-жовті, з приємним ароматом, до 18 мм в діаметрі.      |
| Бутони             |                                                                                 |
| Зовнішні пелюстки  |                                                                                 |
| Внутрішні пелюстки |                                                                                 |
| Тичинки            |                                                                                 |
| Маточка            |                                                                                 |
| Плоди              | зелені до зеленувато-коричневого відтінку.                                      |
| Насіння            | коричневе.                                                                      |

## Використання та торгівля

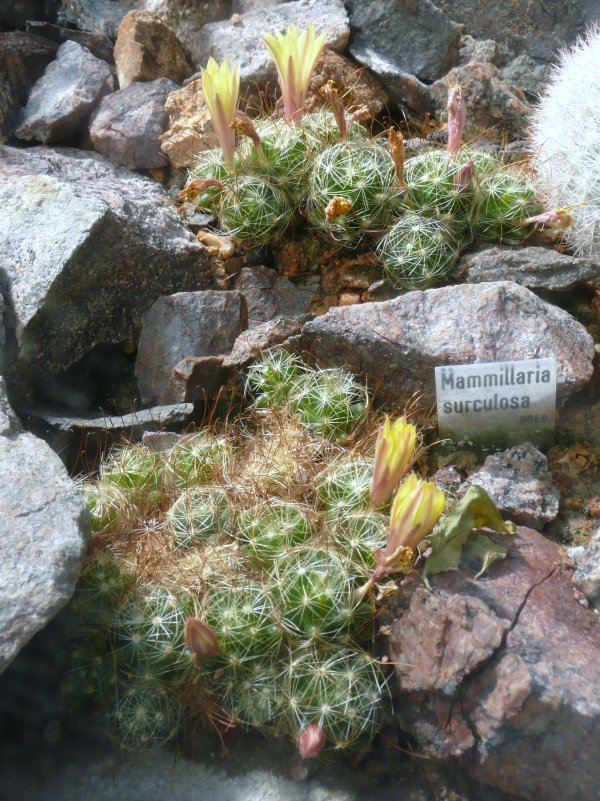
Mammillaria surculosa в

Цей кактус вирощується як декоративна рослина. Повідомляється, що ним торгують в Мексиці. У Європі зазвичай знаходять як штучно розмножені екземпляри.

## Чисельність, охоронний статус та заходи по збереженню
Mammillaria surculosa входить до Червоного списку Міжнародного союзу охорони природи видів під загрозою зникнення (EN).
Вид має площу розміщення менше 5 000 км². Субпопуляції сильно фрагментовані, з низькою щільністю і деякі втрачені в останні роки. Є чіткі ознаки зниження чисельності рослин. Це може бути пов'язано з незаконним збором, тому що деякі місця зростання відомі колекціонерам. У 2009 році поідомлялося, що з однієї ділянки всі рослини були видалені. Надмірне випасання кіз також може становити загрозу.
Mammillaria surculosa не зустрічається в жодній з природоохоронних територій.
У Мексиці ця рослина занесена до Національного переліку видів, що перебувають під загрозою зникнення, де вона включена до категорії «підлягає особливій охороні».
Охороняється Конвенцією про міжнародну торгівлю видами дикої фауни і флори, що перебувають під загрозою зникнення (CITES).